# ハイタッチ

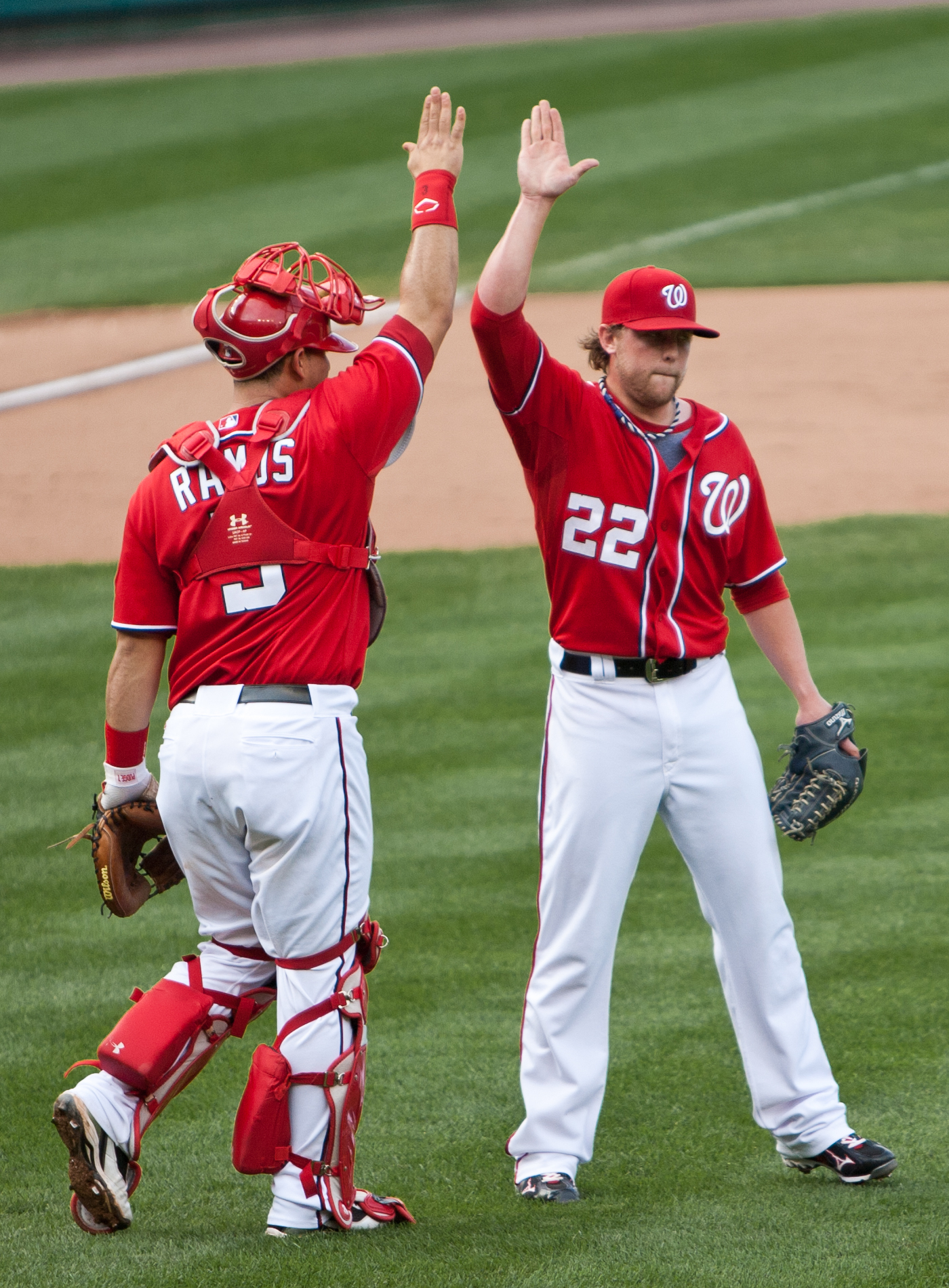
ウィルソン・ラモスとドリュー・ストーレンのハイタッチ

ハイタッチは、2人が互いの手のひらを顔や頭の高さで合わせて叩きあう動作。明るい挨拶や、自賛を他人に伝える場面、また称賛や祝勝を分かち合う仕草でもある。
現在ではグータッチに置き換わっている。
ハイタッチは和製英語であり、英語圏ではハイファイブ（英語: high-five）と呼ばれ、動作時に"Give me five"、"High-five"など声を掛けることもある。

## 概要
日本では様々な掛け声とともにハイタッチを交わし、片手でも両手を挙げる場合もハイタッチと称して区別はないが、英語圏の一部では片手の場合をハイファイブ（High-five）、両手の場合はハイテン（High-ten）の掛け声とともに区別される場合がある。
1980年、オックスフォード英語辞典1980年版にハイタッチを表す名詞としてhigh-five（ハイファイブ）が記載され、翌1981年版には動詞として記載された。
後に、ハイファイブの起源は1977年10月2日のNBL公式戦で行った自分たちであると、ダスティ・ベイカーらが主張した。同様の主張は他にも数件ある。日本では、1973年8月30日に江夏豊がノーヒットノーランを自身のサヨナラホームランで決めた球史に残る試合で、江夏がハイタッチしながらホームインしているなど、国内外ともにこれらの言葉あるいは行為の起源は定かではない。
なお、英語圏でhigh touch（ハイタッチ）は「（政治家などが民衆に）握手などをして触れること」「事業の関係者」などの意味を指す。日本の英和辞典・国語辞典では、本項目の意味での「ハイタッチ」は和製英語としてか、日本独特の意味として記載される。
1984年、日本ではEPOがアルバム『HI・TOUCH-HI・TECH』を発売。ハイタッチをhigh touchではなくHI TOUCHと表記した。
2013年、B.A.PをはじめとするK-POPアーティストらが、欧米やアジアをライブツアーで回る際に、会場でのファンの出迎えや見送り時にハイタッチを交わしたり、ファンとハイタッチで交流するハイタッチ会などのイベントを各地で開催する。この頃から英語圏でハイタッチは「The High Touch」として徐々に認知され始める。またSNSなどでハイタッチを指すスラングがHi touchとして広まりを見せる。
この年行われたKCON2013のハイタッチ会に関する話題ではHigh Touch表示、Hi Touch表示ともに見受けられる。
2015年頃、英語圏で行われるハイタッチ、ハイタッチ会などのイベントや、ハイタッチ券を表すスラングがSNSを中心にhi touchに移行する。
2016年頃、MONSTA X、iKON、TWICEら海外アーティストが台頭し、各自が世界ツアー時にハイタッチ会などのイベントを開催すると、英語圏のSNSを中心にhi touchへの理解が広まる。

## エピソード
- ハイタッチ（または握手）を求めて手を挙げるも相手に意図的に無視され、空振りに終わる事をレフト・ハンギング（left hanging）と呼ぶ[4]。
  - 手を低く構えてタッチを求める場合はロータッチ（ローファイブ）と呼ばれ、「アップ・ハイ（Up high）！」、「ダウン・ロー(Down low)！」という掛け声とともにハイタッチとロータッチを連続で求める場合がある[5][6]、またロータッチを求めるフリをして実際はレフト・ハンギングさせて相手をからかう文化があり、仕掛けた方が「Too slow!（遅いよ！）」と言ってオチをつけることから、「Too slow」と呼ばれる。

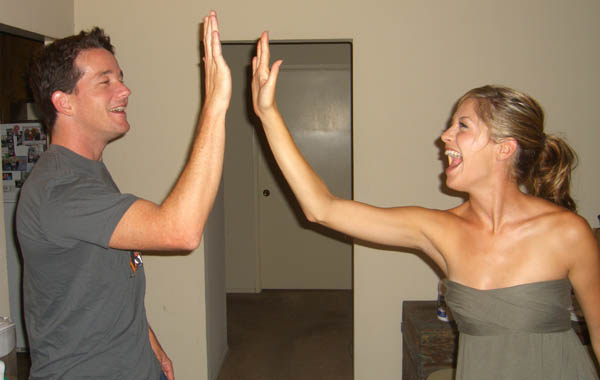
アップ・ハイ（ハイタッチ）を求める男性と答える女性。
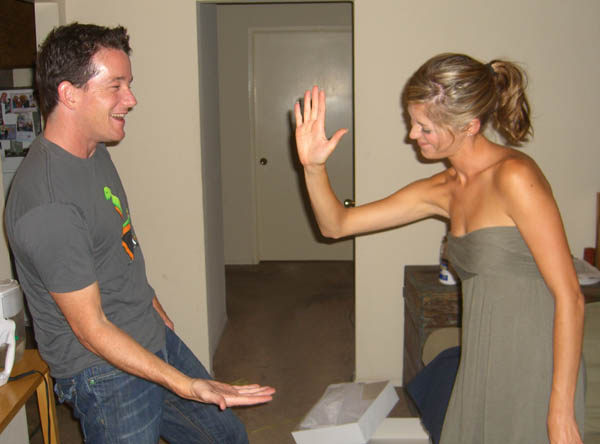
ダウン・ロー（ロータッチ）を求める男性に答える女性。
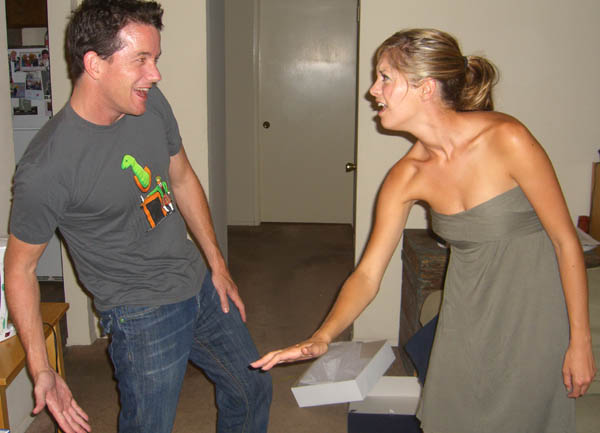
レフト・ハンギングで空振りさせる男性。
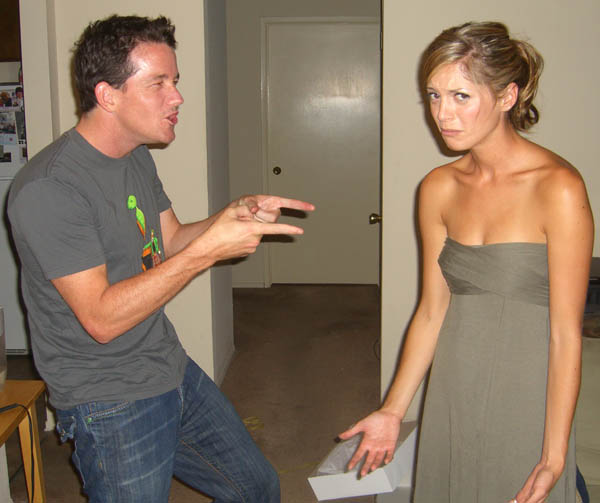
"Too slow!（遅いよ!）とからかう男性と引っ掛かった女性。

- 1989年9月25日、プロ野球公式戦で本塁打を放った門田博光は、出迎えたブーマーのハイタッチに応じた際、肩を脱臼した。
- 1991年の映画『ターミネーター2』でジョン・コナーがT-800にハイタッチ（ハイファイブ）を教えるシーンがある。